# Jaune Quick-To-See Smith
Jaune Quick-To-See Smith (Misión de san Ignacio, Montana, 15 de junio de 1940-24 de enero de 2025) fue una artista contemporánea nativa estadounidense. 

## Biografía
Nacida en 1940 en la reserva india confederada de Salish y Kootenai, Montana, Se graduó por la Universidad de Nuevo México.   
Creó complicadas pinturas abstractas y litografías desde principios de los años setenta. Empleó gran diversidad de medios, trabajando con pintura, grabados y técnicas mixtas. Por su propia identidad individual, existe en sus creaciones artísticas una reminiscencia del llamado «primitivismo» como un retorno a esas raíces indígenas, cuyas formas y vehículos de expresión distan mucho de lo europeo, relacionándose con las fuerzas de la naturaleza, la inocencia humana, dentro de una civilización no occidental, y su propia condición de mujer artista en este contexto.  
Fue una pintora de renombre internacional. Su obra está en las colecciones del Museo Nacional de Mujeres Artistas, el Museo Smithsoniano de Arte Americano y el Museo de Arte Moderno de la ciudad de Nueva York.  